# ЦСК ВВС в сезоне 2002
В сезоне 2002 года «ЦСК ВВС» (Самара) занял 4 место, вышел в финал Кубка России (но отказался выступать) и играл в 1/4 финала Кубка УЕФА.
В сезоне команду тренировал тренерский дуэт: Александра Соловьёва и Виталия Шашкова.
В список «33 лучшие футболистки по итогам сезона 2002 г.» включены 9 футболистов «ЦСК ВВС»: Светлана Петько (вратарь, № 2), Ольга Карасева (правый защитник, № 1), Марина Примак (центральный защитник (задний), № 2), Галина Комарова (правый полузащитник, № 2), Елена Денщик (левый полузащитник, № 2), Татьяна Егорова (центральный полузащитник, № 1), Ирина Григорьева (левый нападающий, № 2), Ирина Петряева (левый нападающий, № 3) и Мария Дьячкова (правый нападающий, № 3).

## Изменения в составе
По сравнению с 2001 годом в составе клуба произошли следующие изменения:
- ПРИШЛИ:
  - Ирина Петряева из клуба «Фласхайм Хилен» (Фласхайм );
  - Елена Денщик из клуба «Энергия» (Воронеж);
  - Анна Горячева из «ДЮСШ» (Самара);
  - Татьяна Егорова из клуба «Лада» (Тольятти)
- УШЛИ:
  - Наталья Грабельникова — завершила выступления, защитник, в 2000—2001 гг. провела за «ЦСК ВВС» 21 матч в ЧР[4]
  - Наталья Карасёва — перешла в клуб «Энергия» (Воронеж)
  - Елена Фомина — перешла в клуб «Лада» (Тольятти), полузащитник, в 2001 году провела за «ЦСК ВВС» 21 матч в ЧР, забила 14 мячей[5]
  - Чернова, Наталья Георгиевна — завершила выступления, полузащитница, в 2001 году провела в ЧР 15 матчей[6]

## Календарь
| Дата  | Хозяева       | Счёт | Гости           | Голы                      |
| ----- | ------------- | ---- | --------------- | ------------------------- |
| 04.05 | Энергетик-КМВ | 0:3  | ЦСК ВВС         | -                         |
| 08.05 | Дон-Текс      | 0:2  | ЦСК ВВС         | Кононова,Петряева         |
| 29.05 | ЦСК ВВС       | 0:0  | Лада            | -                         |
| 05.06 | ЦСК ВВС       | 0:0  | Энергия-XXI век | -                         |
| 08.06 | ЦСК ВВС       | +:-  | Спартак         | -                         |
| 16.06 | Рязань-ТНК    | 2:1  | ЦСК ВВС         | -                         |
| 19.06 | Надежда       | 0:2  | ЦСК ВВС         | Комарова 20′,Дьячкова 56′ |
| 26.06 | ЦСК ВВС       | 5:0  | Чертаново       | -                         |
| 29.06 | ЦСК ВВС       | 4:0  | Волжанка        | Филиппова-2               |

| Дата  | Хозяева         | Счёт | Гости         | Голы                               |
| ----- | --------------- | ---- | ------------- | ---------------------------------- |
| 29.06 | Лада            | 3:0  | ЦСК ВВС       | -                                  |
| 08.08 | Энергия-XXI век | 3:0  | ЦСК ВВС       | -                                  |
| 12.08 | Спартак         | -:+  | ЦСК ВВС       | -                                  |
| 20.08 | ЦСК ВВС         | 2:2  | Рязань-ТНК    | -                                  |
| 23.08 | ЦСК ВВС         | 4:0  | Надежда       | Григорьева,Дьячкова,Петряева-2     |
| 11.09 | Чертаново       | 0:2  | ЦСК ВВС       | -                                  |
| 14.09 | Волжанка        | -:+  | ЦСК ВВС       | -                                  |
| 19.09 | ЦСК ВВС         | 6:0  | Энергетик-КМВ | -                                  |
| 22.09 | ЦСК ВВС         | 5:0  | Дон-Текс      | Дьячкова,Егорова,Кремлева-2,Примак |

| Место | И  | В  | Н | П | М     | О  | Кубок России | Бомбардир   |
| ----- | -- | -- | - | - | ----- | -- | ------------ | ----------- |
| 4     | 18 | 12 | 3 | 3 | 45-10 | 39 | Финал        | -7 Петряева |

## Игроки ЦСК ВВС в чемпионате
| Игрок                  | Матчей | Гол  | Предупреждён |
| ---------------------- | ------ | ---- | ------------ |
| Елена Денщик           | 15     | -    | -            |
| Юлия Исаева            | 15     | 2    | -            |
| Светлана Петько (вр.)  | 15     | (10) | -            |
| Татьяна Егорова        | 14     | 1    | 1            |
| Ирина Григорьева       | 14     | 4    | 1            |
| Ольга Карасёва         | 14     | 2    | -            |
| Ирина Петряева         | 14     | 7    | 3            |
| Марина Примак          | 14     | 4    | -            |
| Сауле Джарболова       | 13     | -    | -            |
| Мария Дьячкова         | 13     | 5    | 1            |
| Ольга Кремлева         | 13     | 4    | -            |
| Наталья Филиппова      | 11     | 4    | -            |
| Галина Комарова        | 9      | 1    | -            |
| Лилия Васильева        | 8      | -    | 1            |
| Анна Горячева          | 8      | -    | -            |
| Орынбасар Дауренбекова | 8      | -    | -            |
| Эльвира Тодуа (вр.)    | 7      | (0)  | -            |
| Елена Кононова         | 6      | 2    | -            |
| Ирина Малыгина         | 4      | -    | -            |
| Ольга Уварова          | 4      | -    | -            |

- 3 технические победы (3:0)

## Зрители
| Игр       | Всего     | Среднее   | Игр      | Всего    | Среднее  | Игр      | Всего    | Среднее  |
| Все матчи | Все матчи | Все матчи | Домашние | Домашние | Домашние | Гостевые | Гостевые | Гостевые |
| --------- | --------- | --------- | -------- | -------- | -------- | -------- | -------- | -------- |
| 15        | 19,200    | 1,280     | 8        | 10,950   | 1,369    | 7        | 8,250    | 1,179    |